# Hermandad de la Sagrada Cena (Córdoba)
La “Muy Mariana Hermandad Sacramental de la Inmaculada Concepción, Santo Rosario de Nuestra Señora y Cofradía de Nazarenos de Nuestro Padre Jesús de la Fe en su Sagrada Cena, Santísimo Cristo de la Luz, María Santísima de la Esperanza del Valle y Beato Álvaro de Córdoba”,  es una Hermandad afincada en el Barrio de Ciudad Jardín en Córdoba (España) y tiene su sede canónica en la parroquia “Beato Álvaro de Córdoba“, hace su Estación de Penitencia en la tarde-noche del Jueves Santo junto a la Hdad. del Nazareno, el Caído, Las Angustias, El "Esparraguero", La Caridad y la Buena Muerte.

## Historia
Fundada en el año 1985, hace estación de penitencia por primera vez en el año 1994 desde la parroquia de San Juan y Todos Los Santos la cual abandonaría en el año 2001, para erigir su sede canónica en la parroquia del “BeatoBeato Álvaro de Córdoba” donde actualmente reside. En 1993 se sustituye la imagen del Señor de la Sagrada Cena por la actual , obra del imaginero cordobés D. Miguel Ángel González Jurado. Entre los años 1993 y 1996 se ejecuta el apostolado que lo acompaña cada año en su capilla y salida procesional cada Jueves Santo. En el año 2001 se sustituye la imagen de Ntra. Señora del Valle por la actual, obra también de citado imaginero. En el año 2008 se bendice y se incorpora de titular de la Hermandad la imagen del  Santísimo Cristo de la Luz, crucificado realizado por el imaginero boliviano Edwin González Solís, que preside el altar mayor de la parroquia.

## Titulares
- Nuestro Padre Jesús de la Fe

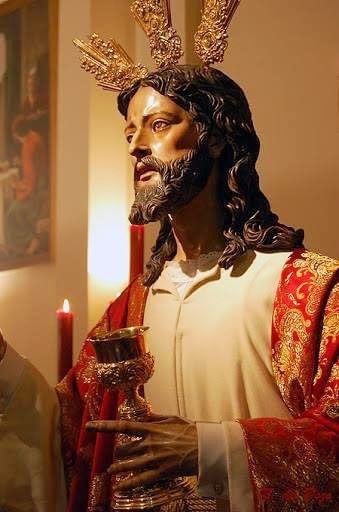
Ntro. Padre Jesús de la Fe.

La Imagen de Ntro. Padre Jesús de la Fe, en su Sagrada Cena, es obra del imaginero cordobés Miguel Ángel González Jurado del año 1993. Sustituyendo una imagen anterior, obra de Francisco Palos Pacheco de 1987. El “Señor de Poniente” es una obra de talla completa realizada en madera de cedro, se encuentra erguido y su cabeza levemente alzada, mira hacia el cielo mostrándonos una mirada profunda y valiente. Su boca se encuentra entreabierta en modo dialogante, y la cabellera y barba ricamente trabajada. En sus manos sostiene el Cáliz, aunque en ocasiones su mano derecha hace el acto de bendición.
El paso de misterio, representa al Señor con el cáliz en su última Cena y con los doce apóstoles en su alrededor, entre ellos destaca la imagen de Judas Iscariote que hace el acto de levantarse de la mesa para así vender a Cristo y traicionarlo. El apostolado es obra de D. Miguel Ángel González Jurado, al igual que la talla del Señor, fueron tallados entre los años 1993 y 1996.

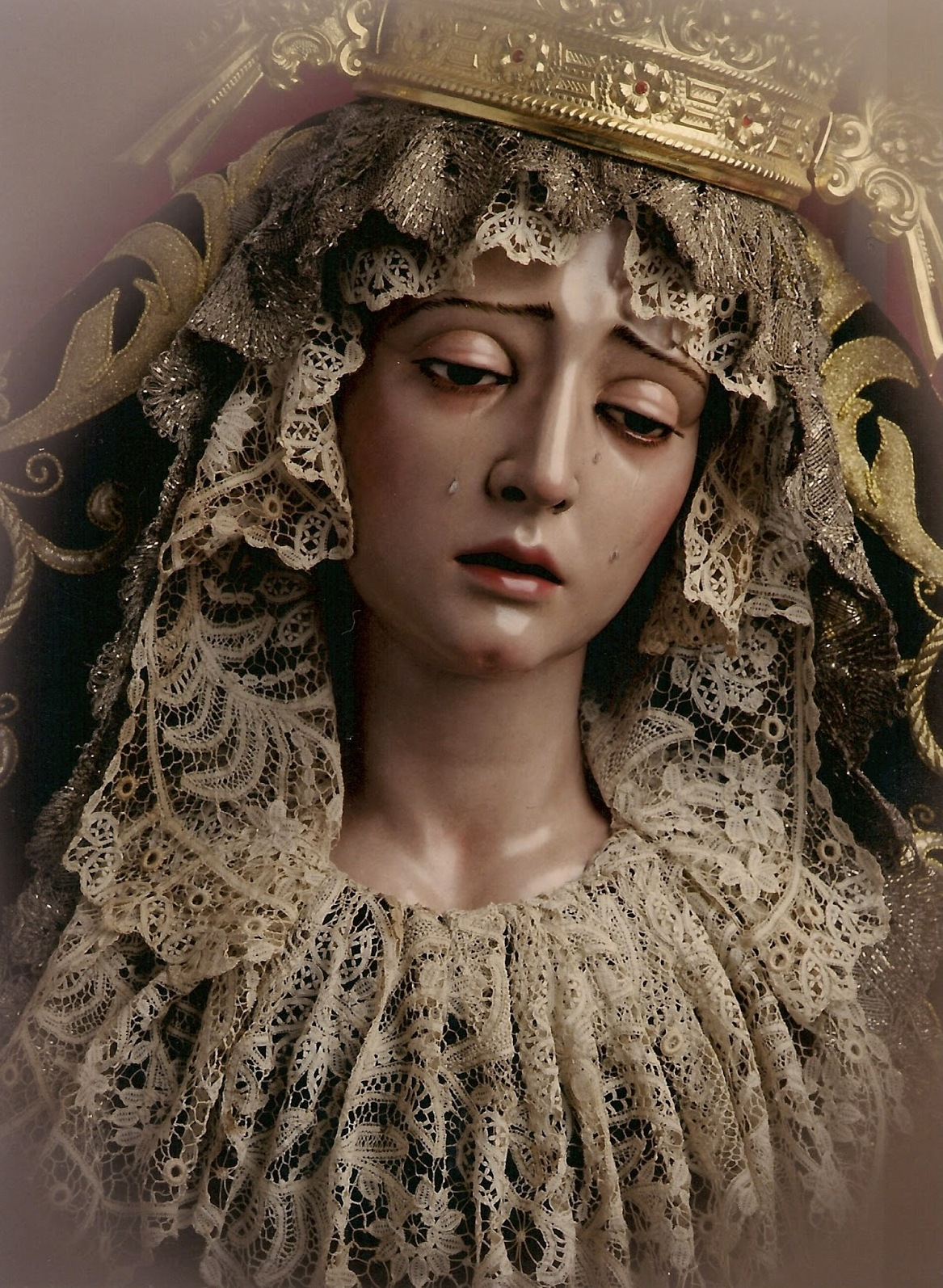
María Santísima de la Esperanza del Valle.

- María Santísima de la Esperanza del Valle

María Santísima de la Esperanza del Valle es una Imagen de candelero realizada en madera, obra del imaginero cordobés Miguel Ángel González Jurado del año 2001, en sustitución de una anterior Imagen. 
Esta bellísima Dolorosa de facciones juveniles y nacaradas, nos muestras inspiraciones notorias de la escuela barroca muy cercanas a las imágenes de Juan de Astorga. Presenta la cabeza un leve giro hacia la derecha, que le dota un dinamismo y una expresión conmovedora. Sus cejas se encuentran ligeramente fruncidas y los ojos de cristal, enrojecidos y entornados a causa del llanto. Su boca entreabierta y dialogante nos deja ver un dulce y desgarrador suspiro. 
La “Señora de Poniente” goza de gran devoción en el Barrio de Ciudad Jardín, desde su llegada al seno de la Hermandad, tras la sustitución de la antigua titular. Su deseada y tan esperada primera salida procesional fue en el año 2019, aunque frustrada por la lluvia. No fue hasta el año 2022, tras la suspensión de las Procesiones por el Covid-19, cuando realizó dicha triunfal salida bajo su personal palio verde.  

## Pasos
Paso de Misterio de la Sagrada Cena
Está realizado bajo diseño D. Antonio Ibáñez y la carpintería realizada por D. Manuel Caballero. Tiene unas dimensiones de 575 cm de largo y una anchura de 310 cm. La mesa dispone de seis patas y diez trabajaderas, siendo 65 costaleros los que portan el paso. El canasto del paso consta de seis piezas de 232 cm de largo y 78 cm de alto. Dispone de seis candelabros arbóreos, cuatro en las esquinas con siete puntos de luz y dos en el centro de cada uno de los costeros con cinco puntos de luz; los arbóreos de las esquinas arrancan desde una posición intermedia entre la mesa y la superficie superior del canasto, mientras que los contrales de los costeros se apoyan sobre la superficie superior del canasto. Fue dorado por el Dorador cordobés D. Ángel Varo Pineda entre los años 2002 y 2004. La orfebrería está realizada  por los Hermanos Lama de Córdoba y diseñada por D. 'Jesús Amaro Fernández.
Paso de Palio de Ntra. Señora de la Esperanza del Valle

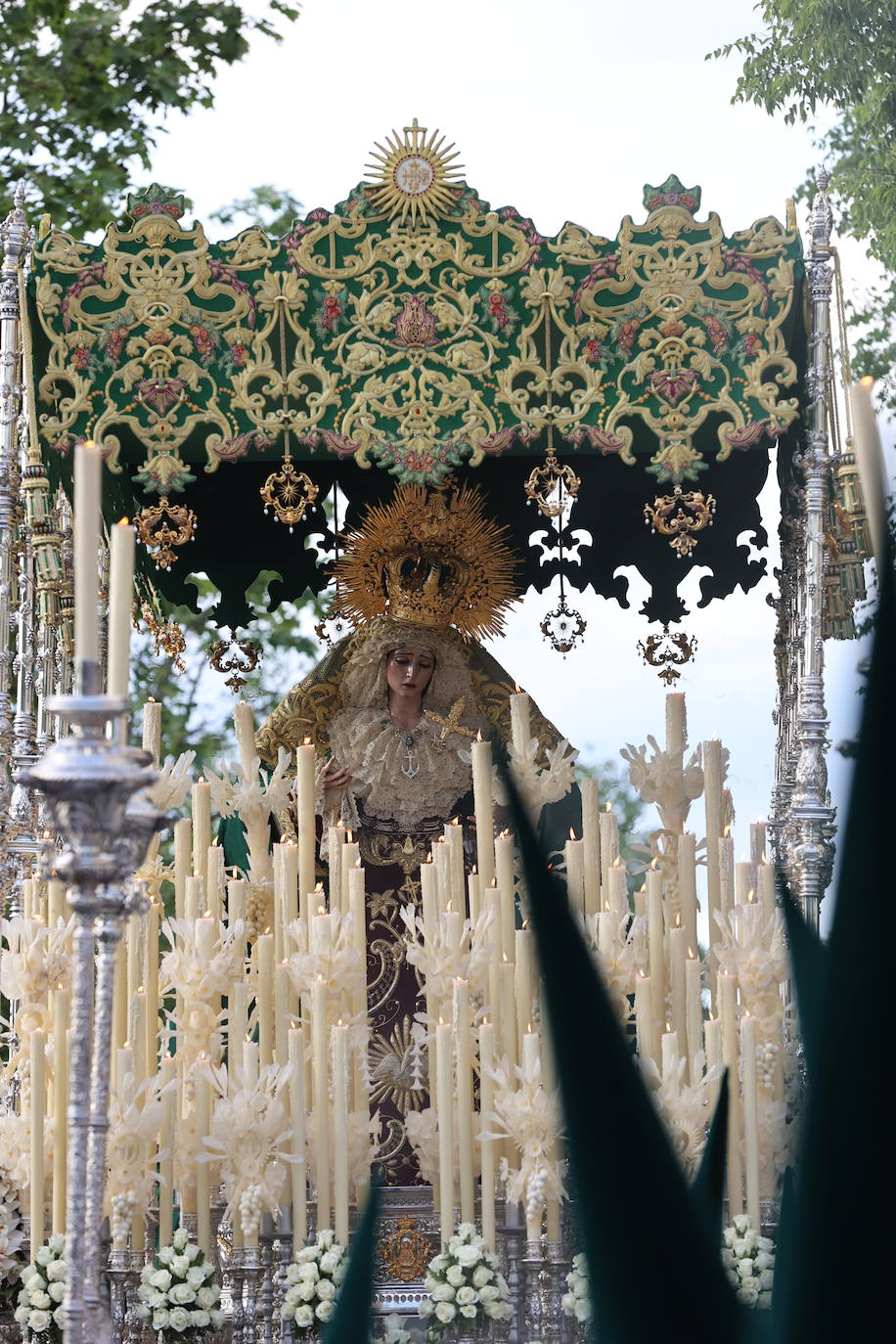
Paso de Palio de Ntra. Señora del Valle.

Realizado sobre terciopelo verde bordado en oro y sedas de colores  y futuro techo en color burdeos. Cuenta con la peculiaridad de la ausencia de flequería en sus terminaciones, y en su defecto porta unos broches realizados en orfebrería y pedrería por Manuel Valera. El personal conjunto de la Dolorosa está diseñado por D. Julio Ferreira, que siguió pautas ornamentales de los siglos XVI y XVII. Por otro lado, la característica orfebrería es obra del orfebre cordobés D. Manuel Valera. Aunque aún está en proceso, cuenta con jarras de plata, gran parte de las piezas de candelería en metal plateado y los varales, realizados en este último material. Los faldones están realizados en los talleres de Jesús Rosado de Écija.

## Música
- Banda del Paso de Misterio: Agrupación Musical “Ntro. Padre Jesús de la Fe en su Sagrada Cena'' (Córdoba).
- Banda en el Paso de Palio: Banda de Música “Tubamirum” de Cañete de las Torres (Córdoba).

## Itinerario

### Recorrido 2017
- Itinerario de ida: Salida, Guerrita, Gran Vía Parque, Previsión, Damasco, Avenida del Aeropuerto, Doctor Fleming, Pasaje Santa Teresa Jornet, Ronda de Isasa.
- Carrera Oficial: Puerta del Puente, Torrijos, Cardenal Herrero, Puerta del Perdón, Patio de los Naranjos, Puerta de Santa Catalina, Magistral González Francés.
- Itinerario de vuelta:

| Predecesor: El Caído | Orden de entrada en la carrera oficial (Jueves Santo) Cuarto lugar | Sucesor: Las Angustias |

## Enlaces de interés
- Web Oficial de la hermandad
- Web de la parroquia del Beato Álvaro
- http://amsagradacenacordoba.blogspot.com.es/ Web Agrupación Musical Ntro Padre Jesús de la Fe en su Sagrada Cena

- Datos: Q5391900
- Multimedia: Hermandad de la Cena, Córdoba / Q5391900